# Olympia (album)
Olympia – 13. solowy album studyjny Bryana Ferry’ego wydany 25 października 2010 przez Virgin Records. W jego tworzeniu brali udział: David Gilmour z Pink Floyd, gitarzysta nieistniejącego dziś Chic, Nile Rogers, Jonny Greenwood z Radiohead, Marcus Miller (basista Milesa Davisa i Herbiego Hancocka), a  także: Flea (Red Hot Chili Peppers) oraz ex-basista The Stone Roses Mani. Produkcją albumu zajął się Brian Eno, który wraz z Bryanem Ferrym założył zespół Roxy Music.
Większość materiału autor współtworzył z Davidem A. Stewartem z duetu Eurythmics. Oprócz niego w nagraniach wzięli udział m.in. gitarzysta Roxy Music Phil Manzanera, Steve Winwood („No Face, No Name, No Number”) oraz reprezentanci młodszego pokolenia: Scissor Sisters i Andy Cato z elektronicznego projektu Groove Armada.
Płytę zrealizowano w czterech edycjach: pierwsza – wersja podstawowa z jedną płytą, druga – wersja poszerzona o dysk DVD zawierający film The Making Of Olympia i teledysk do „You Can Dance”, trzecia – zestaw z wersji numer dwa (CD + CVD) wzbogacony o kolejny bonusowy dysk CD z remiksami i wersjami instrumentalnymi, czwarta – wersja na winylu.
Na okładce płyty znalazło się zdjęcie Kate Moss.
Album dedykowany dwojgu przyjaciołom Bryana Ferry’ego: celebrytce i ikonie mody Isabelli Blow, która w 2007 popełniła samobójstwo, oraz Davidowi Williamsowi, który zmarł w 2009.

## Lista utworów
źródło
wydawnictwo: Virgin Records 2010
1. "You Can Dance" – 4:29
2. "Alphaville" – 4:25
3. "Heartache By Numbers" – 4:56
4. "Me Oh My" – 4:40
5. "Shameless" – 4:36
6. "Song to the Siren" – 5:56
7. "No Face, No Name, No Number" – 4:40
8. "BF Bass (Ode to Olympia)" – 4:09
9. "Reason or Rhyme" – 6:52
10. "Tender Is the Night" – 4:35